# Toshie Kobayashi
Toshie Kobayashi (São Paulo, 27 de março de 1946 – 17 de maio de 2016) foi uma bailarina, coreógrafa e professora.
Neta de japoneses, iniciou seus estudos aos 7 anos na escola italiana, seguindo o método de Enrico Cecchetti. As aulas eram ministradas pela professora italiana Carmen Bonn, ao mesmo tempo fazia aulas particulares com a professora e bailarina Maria Melô. Aos 10 anos, entrou para a Escola Municipal de Bailados (EMB) de São Paulo - atual Escola de Dança de São Paulo. Teve como mestre, principalmente, Marília Franco - parte da primeira geração de bailarinos formados na instituição.
Atuou como docente da EMB por 35 anos, na mesma época em que inaugurou o estúdio Ballet Toshie Kobayashi em São Caetano do Sul, SP, onde formou por volta de 1000 bailarinos, voltados para atuação em balés de repertório acadêmico. Muitos de seus ex-alunos atuam hoje em companhias nacionais e internacionais, como é o caso de Sandro Borelli e Mauricio Oliveira - São Paulo - e Antônio Gomes - SuÍça.
A partir de 1990, começa a colaboração com o Festival de Dança de Joinville, como jurada e integrante do Conselho Consultivo. Em 2006 cessa de atuar em seu estúdio, e volta sua atenção para colaborações com outras companhias, oficinas e festivais de dança. No fim da sua carreira, ministrava cursos para bailarinos da Cia. Jovem da Escola do Teatro Bolshoi - única unidade do Teatro fora da Rússia - em Joinville.